# Jupiaba meunieri
Jupiaba meunieri és una espècie de peix de la família dels caràcids i de l'ordre dels caraciformes.

## Morfologia
- Els mascles poden assolir 9 cm de llargària total.[5]

## Alimentació
És herbívor.

## Hàbitat
Viu en zones de clima tropical.

## Distribució geogràfica
Es troba a Sud-amèrica.